# Andrzej Pilski
Andrzej Sylwester Pilski (ur. w 1949) – polski astronom i popularyzator astronomii, kierownik Planetarium Muzeum Mikołaja Kopernika we Fromborku. Po przejściu na emeryturę pracuje na pół etatu w olsztyńskim planetarium i obserwatorium.

## Życiorys
Był inicjatorem akcji „Wakacje w planetarium”. Redaktor naczelny kwartalnika „Meteoryt”. Autor książek i artykułów popularyzujących meteorytykę. Tłumacz książek z dziedziny astronomii. Członek założyciel Polskiego Towarzystwa Meteorytowego (obecnie w zarządzie), członek Meteoritical Society, a także członek International Meteorite Collectors Association (obecnie w zarządzie).
Andrzej Pilski w roku 1977 otrzymał tytuł honorowego obywatela Fromborka. W roku 1991 został wraz z żoną Edith uhonorowany medalem im. Włodzimierza Zonna za popularyzację astronomii. 
Pozazawodową pasją Andrzeja Pilskiego jest bieganie, uczestniczy w licznych imprezach biegowych dla amatorów (w tym w 5-kilometrowych parkrunach, ale również w dłuższych dystansach do maratonu włącznie), znany jest z biegania boso.
Ze swoją żoną Edith ma dwoje dzieci.

## Publikacje
Książki autorskie
- Meteoryty w zbiorach polskich, Lidzbark Warmiński, 1995,
- Meteoryty – goście z kosmosu. Przewodnik po wystawie, wspólnie z Andrzejem Pelcem, 1996,
- Nieziemskie skarby, Warszawa, 1999, ISBN 83-7180-173-4
- Meteoryty w zbiorach polskich, Olsztyn, 2001.

Tłumaczenia
- Philip S. Harrington, Zaćmienie! Co, gdzie, kiedy, dlaczego i jak? Poradnik dla obserwatora zaćmień Słońca i Księżyca, wyd. Prószyński i S-ka, Warszawa, 1996, ISBN 83-7255-010-7
- Harry Y. McSween Jr., Od gwiezdnego pyłu do planet. Geologiczna podróż przez Układ Słoneczny, wyd. Prószyński i S-ka, Warszawa, 1999, ISBN 83-86868-92-9